# Bodelshausen
Bodelshausen è un comune tedesco di 5 851 abitanti,, situato nel land del Baden-Württemberg.